# Samsung Galaxy S20 Ultra
A Samsung Galaxy S20 Ultra olyan androidos okostelefon, amelyet a Samsung Electronics tervezett, fejlesztett, gyártott és forgalmazott a Samsung Galaxy S széria részeként. 2020. február 11-én mutatták be a Samsung Galaxy S10 utódjaként. Magyarországon 2020. március 13-tól kapható.

## Specifikációk
A készülék egy 6,9 hüvelykes, 120 Hz-es, 20:9-es WQHD+ dinamikus AMOLED kijelzőt kapott, és ugyanúgy Exynos 990 hajtja, mint a Galaxy S20 és S20+-t. Ebből a készülékből már csak 5G-s verziók vannak. A telefon 12 GB RAM-mal és 128 GB tárhellyel, illetve 16 GB RAM-mal és 512 GB tárhellyel rendelkezik. 8K videórögzítésre képes. Kapott egy 108 megapixeles főkamerát, illetve egy 48 megapixeles ultraszéles látószögű kamerát, és egy 12 megapixeles telefotó-kamerát. Ultraszonikus ujjlenyomat-olvasója van. A készülék vezeték nélkül 15 wattal tölthető. Nincs rajta Jack-csatlakozó.